# Karjerna (obwód winnicki)
Karjerna (ukr. Кар'єрна) – przystanek kolejowy w pobliżu miejscowości Bud´ky, w rejonie żmeryńskim, w obwodzie winnickim, na Ukrainie. Położony jest na linii Żmerynka – Odessa.
Do 2009 przystanek nosił nazwę Budky (ukr. Будки), następnie 1132 km (ukr. 1132 км), 25 kwietnia 2024 zmienioną na obecną.